# Antman
För Marvels superhjälte, se Ant-Man och Ant-Man (film).
Antman är ett svenskt efternamn, som den 31 december 2013 bars av 134 personer bosatta i Sverige.

## Personer med namnet
- Bianca Antman (född 1990), thaiboxare och MMA-utövare
- Emil Antman (1909–2004), verkstadsarbetare och konstnär
- Peter Antman (född 1965), journalist och programmerare
- Salomon Antman (1772–1860), präst